# Lori Melien
Lori Melien (n. 11 mai 1972, Calgary, Alberta, Canada) este o înotătoare ce a reprezentat Canada, medaliată olimpică. A participat la o ediție a Jocurilor Olimpice (1988) în care a câștigat două medalii de bronz.